# An Phong
An Phong là một xã thuộc huyện Thanh Bình, tỉnh Đồng Tháp, Việt Nam.

## Địa lý
Xã An Phong nằm ở phía tây bắc huyện Thanh Bình, có vị trí địa lý:
- Phía đông giáp xã Phú Lợi
- Phía tây giáp sông Tiền
- Phía nam giáp xã Tân Thạnh
- Phía bắc giáp huyện Tam Nông.

Xã có diện tích 38,49 km², dân số năm 1999 là 16.936 người, mật độ dân số đạt 440 người/km².

## Hành chính
Xã An Phong được chia thành 4 ấp: Nhứt, Nhì, Ba, Thị.

## Lịch sử
Quyết định 13-HĐBT ngày 23 tháng 2 năm 1983 của Hội đồng Bộ trưởng, xã An Phong thuộc huyện Thanh Bình.